# Edward Cave

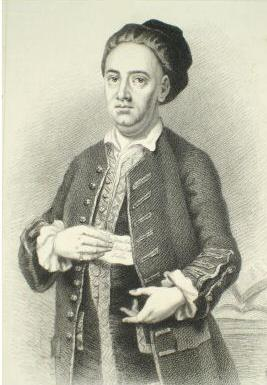
Edward Cave

Edward Cave (ur. 27 lutego 1691, zm. 10 stycznia 1754) – brytyjski dziennikarz i drukarz żyjący w XVIII wieku.
W 1731 r. Cave założył pierwszy magazyn prasowy zamieszczający artykuły z gazet codziennych i periodyków. „Gentleman’s Magazine” wychodził do końca XIX wieku. Magazyn był najlepszym źródłem informacji o sprawach krajowych i zagranicznych dla wiejskiej szlachty, która go prenumerowała. „Gentleman’s Magazine” można było również nabyć w księgarniach.
Wcześniej (1692-1694) wydawano „The Gentleman’s Journal”, (którego redaktorem był Peter Motteux), lecz miał on bardzo mały nakład. „Gentleman’s Magazine” był pierwszym wysokonakładowym pismem tego typu.
Cave pisywał magazynie jako Sylvanus Urban.